# لجنة برافر
شُكّلت لجنة برافر لدراسة قضية الأراضي العالقة بين بدو النقب ودولة إسرائيل وترأسها مدير التخطيط لرئيس الوزراء الإسرائيلي بنيامين نتنياهو إيهود برافر. قدمت اللجنة توصياتها للحكومة في 31 يونيو 2011 ليتمخض عنها مشروع برافر.

## توصيات اللجنة
وجدت اللجنة أن 22 قرية عربية (من أصل 39 قرية عربية غير معترف بها في النقب) تقع داخل مناطق التخطيط اليهودي وأوصت أن ينقل سكان هذه القرى وهم تقريبا 30000 شخص - حوالي 40% من نسبة البدو غير المعترف بهم- إلى سبع بلدات بدوية بنتها الحكومة، واقترحت اللجنة أن يعطى السكان الذين يملكون أراضٍ قبل عام 1979 أراض بديلة وأن يعطى الباقون تعويضات مالية، وأن تُقلّص هذه التعويضات إلى صفر خلال فترة خمس سنوات؛ وإذا لم يتم التوصل إلى اتفاق فتتم مصادرة الأراضي وتعتبر أراضٍ مملوكة للدولة. اشترطت اللجنة إحضار جميع الورثة الشرعيين لإثبات ملكية الأراضي للحصول على تعويض.

## اعتماد التوصيات
في 11 سبتمبر 2011 اعتمدت الحكومة الإسرائيلية التوصيات التي تقتضي صياغة قانون يشرعن التهجير. انتقدت منظمة العفو الدولية القانون لأنه يحرم المواطنين من حق الطعن في قرار التهجير ويسمح بالتهجير دون إذن قضائي واعتبرته خرقا للقانون الدولي. أقر الكنيست القانون في 24 يونيو 2013.

## المعارضة
أُعلن إضراب عام في الداخل يوم الاثنين 15 يوليو 2013 وأعلنت منظمة التحرير الفلسطينية أنها ستشارك ودعت المساجد للتكبير والكنائس لدق الأجراس والمحلات للإغلاق.